# Multan
Multan (Urdu: ملتان) is een stad in het zuiden van de provincie Punjab in Pakistan. In 2014 telde de stad 5.250.098 inwoners, waarmee het de op 5 na grootste stad van Pakistan is. De stad ligt ten oosten van de rivier Chenab, ongeveer in het geografische midden van het land (966 kilometer van Karachi).
Multan is bekend als de 'Stad van de Soefi-heiligen en Schrijnen'. In de stad staan tientallen moskeeën, mausolea en tempels.
De stad is ook bekend van het blauwe aardewerk.

## Bevolking
Het overgrote deel van de bevolking is Punjabi, moslim en spreekt de taal Siraiki. Bovendien spreken veel mensen Urdu en/of Engels.

## Geschiedenis
Alexander de Grote raakte waarschijnlijk zwaar gewond op de plek van het huidige Multan.

## Aardewerk uit Multan

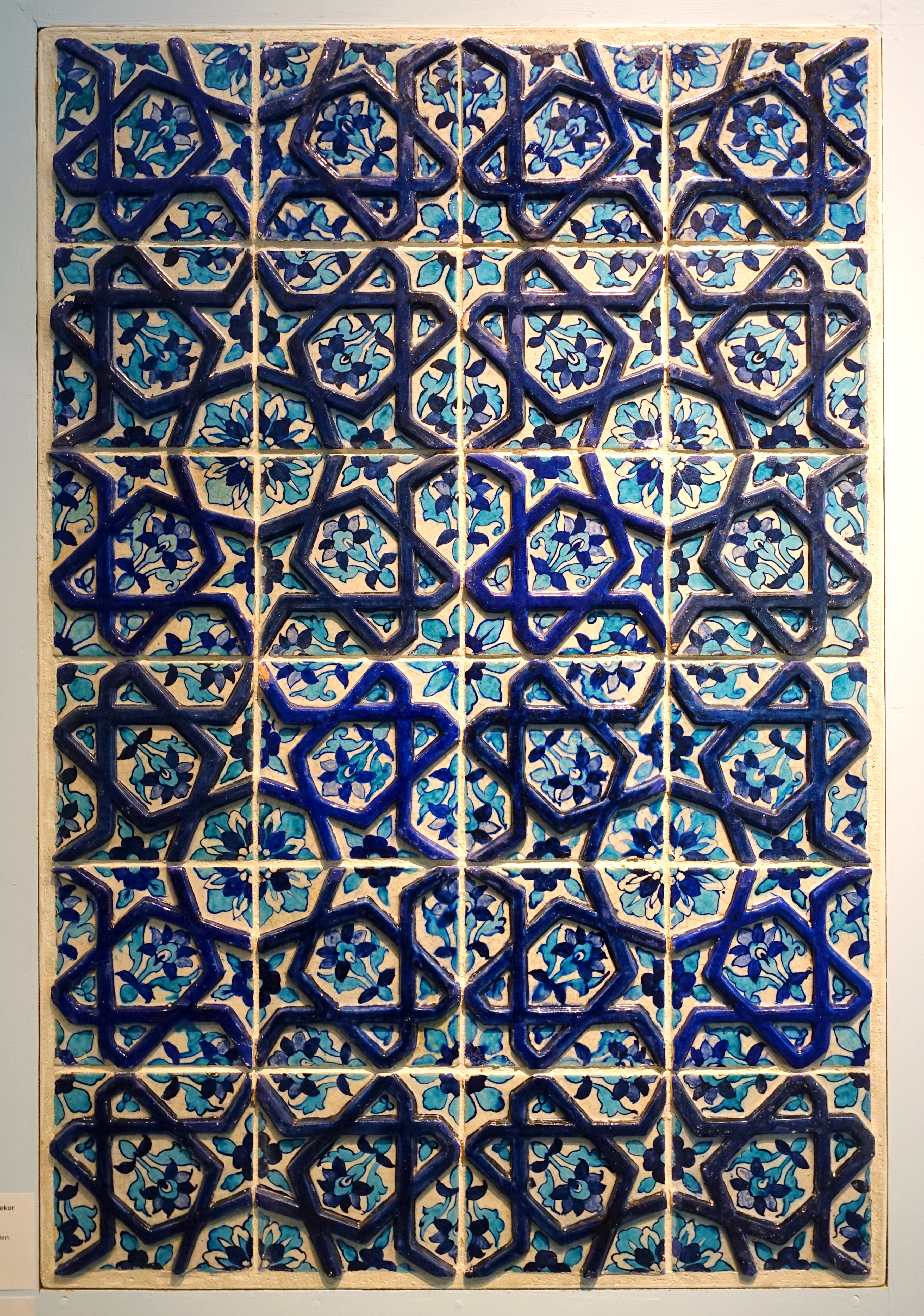
Geglazuurde tegels, 16e eeuw
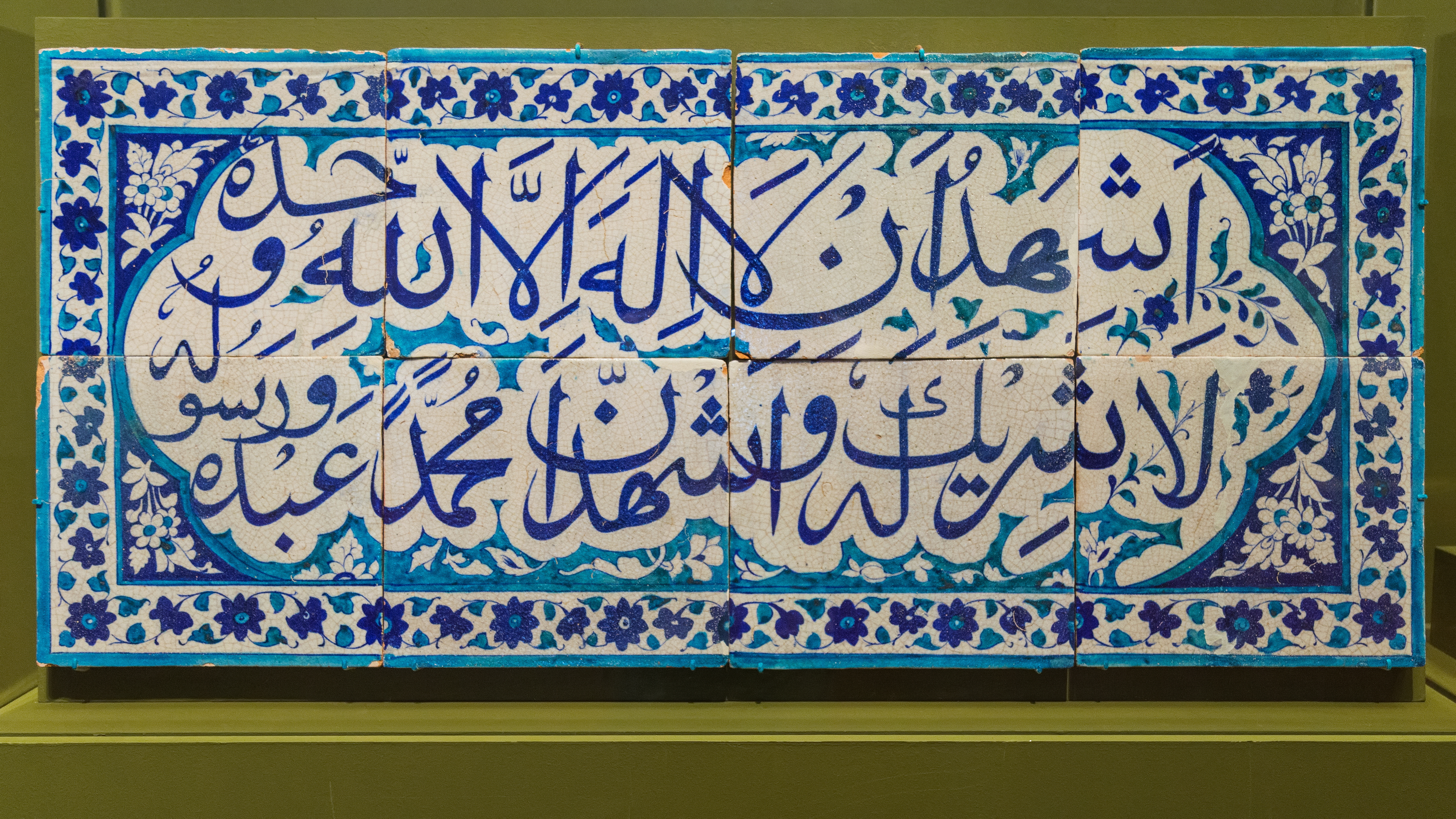
Tegelpaneel, 18e eeuw
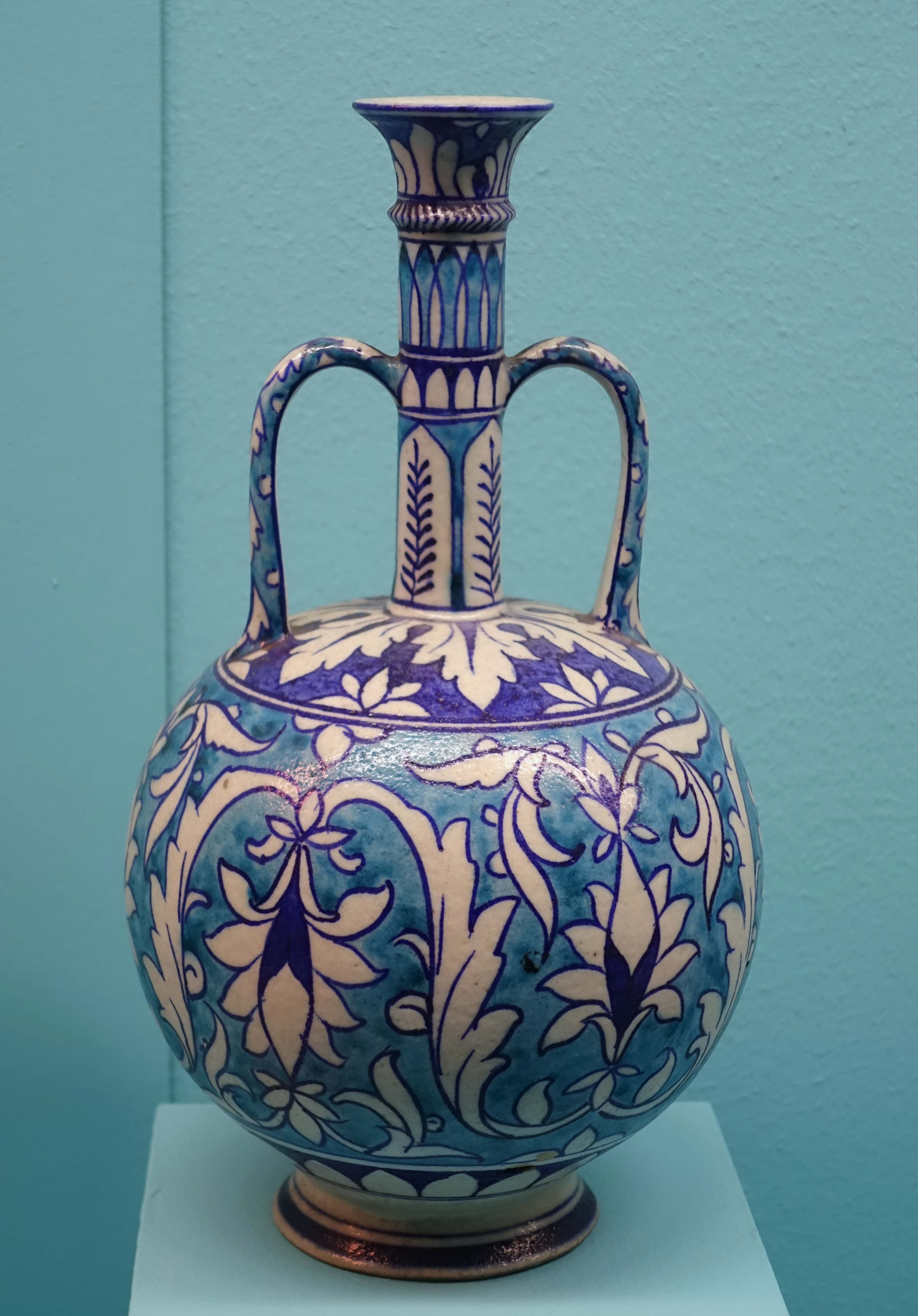
Fles, ca. 1850-1900